# Trimeresurus wiroti
Espèce
Statut de conservation UICN

 LC  : Préoccupation mineure
Trimeresurus wiroti est une espèce de serpents de la famille des Viperidae.

## Répartition
Cette espèce se rencontre en Malaisie occidentale et en Thaïlande.

## Description
C'est un serpent venimeux.

## Étymologie
Cette espèce est nommée en l'honneur de Wirot Nutphand.

## Publication originale
- Trutnau, 1981 : Schlangen im Terrarium. Bd. 2. Stuttgart (Eugen Ulmer), p. 1-200.